# Вулиця Кривий Вал (Луцьк)
Вулиця Кривий Вал — одна з давніх вулиць луцького середмістя, яка простягається від Набережної до вулиці Глушець, перетинаючи вулиці Богдана Хмельницького та Лесі Українки. Вулиця має стару забудову XIX—XX ст., на ній розташовані кілька пам'яток архітектури. Назва вулиці відображає давнє функціональне призначення території. Тут був вал з укріпленнями.

## Передумови формування
Коли в XIII—XVI ст. Луцьк активно підіймався в економічному і політичному значеннях, відбувалася активне освоєння території для розширення міста. Північною межею в цей час стали хрещаті яри, де були поставлені укріплення з міськими воротами. Головними вулицями цього району тодішнього Луцька були Пречистенська та Староволодимирська. Пречистенська завершувалася В'їзною баштою на північних укріпленнях княжого міста.
Поряд з укріпленнями розташовувався Пречистенський монастир із храмом Успіння Пресвятої Богородиці та церква Святої Параскеви П'ятниці. У XV ст. відбувалося й освоєння території за межами укріплень. Тут були утворений єврейський цвинтар. Крім того, існували церкви Св. Василя, Воскресіння Христового, Благовіщення. А ще далі, на Святій горі, у XVI ст. був збудований костел Св. Хреста.

## Виникнення міської вулиці

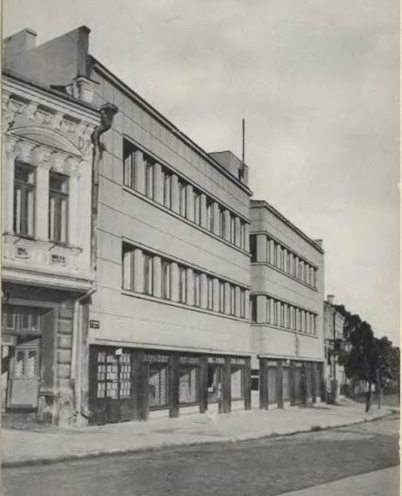
Вулиця в 1930-х роках

У 1803 році почалася ліквідація північних укріплень. Були ліквідовані й кладовища. Територія починала швидко забудовуватися. На місці колишніх укріплень було утворено кілька нових вулиць, які тягнулися вздовж валів. Вулиця Кінна починалася від Дубнівської (теперішня Лесі Українки) і йшла вниз до річки Глушець. Інша вулиця — Нижня — тягнулася в протилежну сторону до перетину зі Староволодимирською (теперішня Богдана Хмельницького). У 1912 році Нижня була перейменована на Імператора Олександра I, а Кінна — на Столипінську. У 1921 р. вулиці об'єднали під загальною назвою — 3 травня.
Вулиця, яка від 3 травня тягнулася до річки Стир, називалася Августина Кордецького. На ній у 1924 році був збудований Луцький міський театр імені Юліуша Словацького. А ще пізніше — музичну школу імені Шопена. Крім того, було збудовано кілька будинків цегляного стилю. У 1931 році знову відбулася зміна: колишню Столипінську перейменували на Голувки. На цих вулицях було збудовано кілька будинків у стилі конструктивізму: каси спілки підприємців, головна пошта, музична школа, деякі житлові будинки. Тут у 1930-х також містилися першокласний готель «Савой», готель «Ренесанс», банк «Народний», польський клуб «Вогнище», де відбувалися перші слухання радіопередач, український клуб «Рідна хата» та інші заклади.
У 1939 році вулиці Кордецького, 3 травня та Голувки були об'єднані під назвою 1 травня. У 1941 році вулиця називалася Поштова, згодом знову 1 травня. У 1990-х вулиці дали назву Кривий Вал.

## Сьогодні

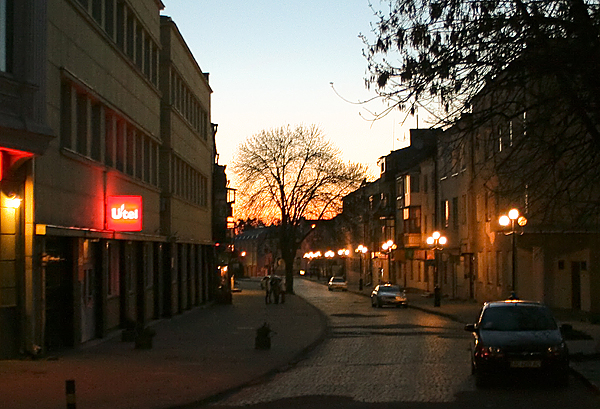
Ввечері

Вулиця Кривий Вал — одна з центральних вулиць Луцька. Простягається від Набережної до вулиці Глушець. Перетинається із вулицями Гончарова, Хакімова, Лесі Українки, П'ятницькою гіркою, Богдана Хмельницького. Рух односторонній від вулиці Глушець до Богдана Хмельницького.
Тут є ряд пам'яток архітектури конструктивізму та цегляного стилю. На початку вулиці збереглися старе плиткове мощення тротуарів та бордюри початку XX ст.
На вулиці розташовані музична школа № 1 ім. Фридерика Шопена, на перетині з Богдана Хмельницького Волинський академічний обласний театр ляльок, Головпоштамт, Волинська філія ВАТ «Укртелеком», Головне управління Пенсійного фонд у Волинській області, готель «Noble boutique hotel», банки, магазини, кав'ярня.
На перетині з Богдана Хмельницького стоїть пам'ятник Святому Миколаєві.
Уздовж проїжджої частини на Кривому Валу облаштували платну автопарковку. Контроль за оплатою послуг із паркування та правильністю постановки авто мають здійснювати інспектори з паркування департаменту муніципальної варти.

### Будинки
| Номер | Опис | Вигляд |
| ----- | --- | ------ |
| 12    | Один із будинків цегляного стилю. Зведений у 1927 році.                                                                          |        |
| 13    | Луцька музична школа № 1 ім. Фридеріка Шопена. Зведена наприкінці 1930-х років у стилі конструктивізму.                          |        |
| 17а   | Один із будинків цегляного стилю біля пошти.                                                                                     |        |
| 19    | Головпоштамт. Про'ктувався у Варшаві в про'ктному бюро будівельного відділу Міністерства пошт і телеграфів. Збудований у 1930-х. |        |
| 21-29 | Ряд житлових будинків, які зводилися у 1930-х як єдиний ансамбль із навколишніми конструктивістськими будівлями.                 |        |
| 28    | Колишні Каси Спілки підприємців. Зараз тут Волинська філія ВАТ «Укртелеком».                                                     |        |
| 32    | Колишній готель «Ренесанс». Збереглися оригінальні старі вхідні двері. Зараз тут Луцьке міське управління Пенсійного фонду.      |        |
| 34    | Колишній престижний готель «Савой». Тепер це бізнес-центр Grand-Persona.                                                         |        |

## Фото

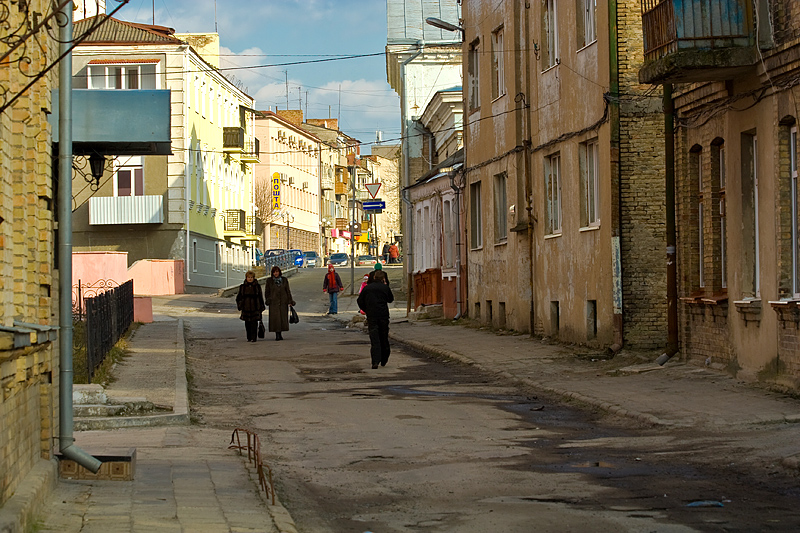
Середня частина вулиці
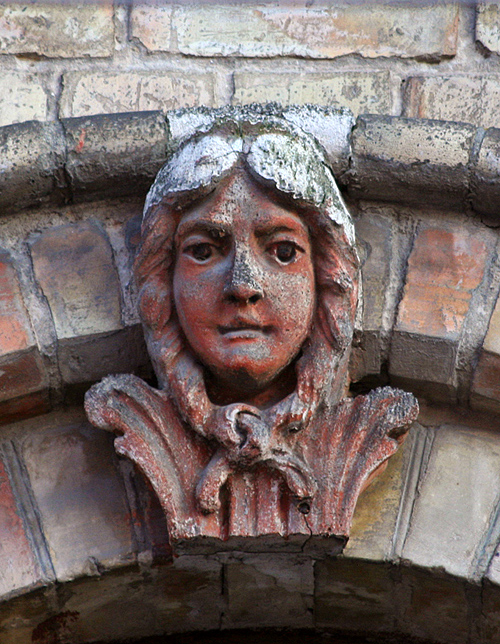
Маскарон старого будинку
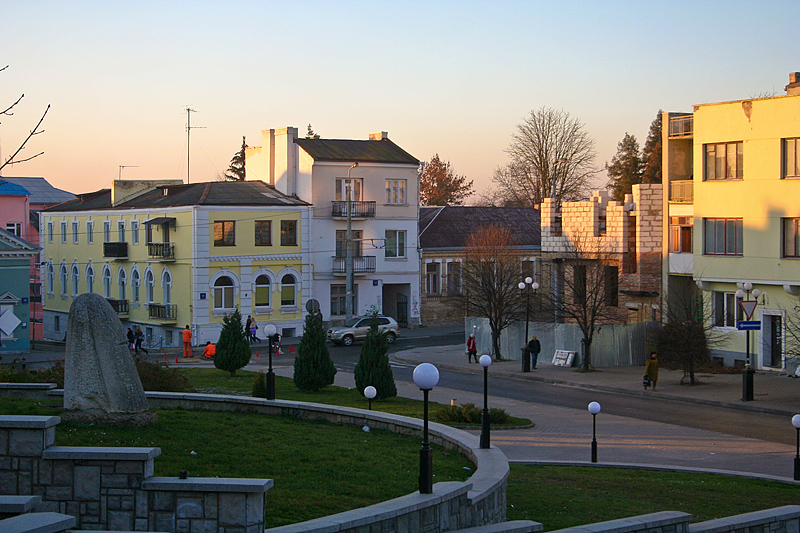
На перетині з Богдана Хмельницького
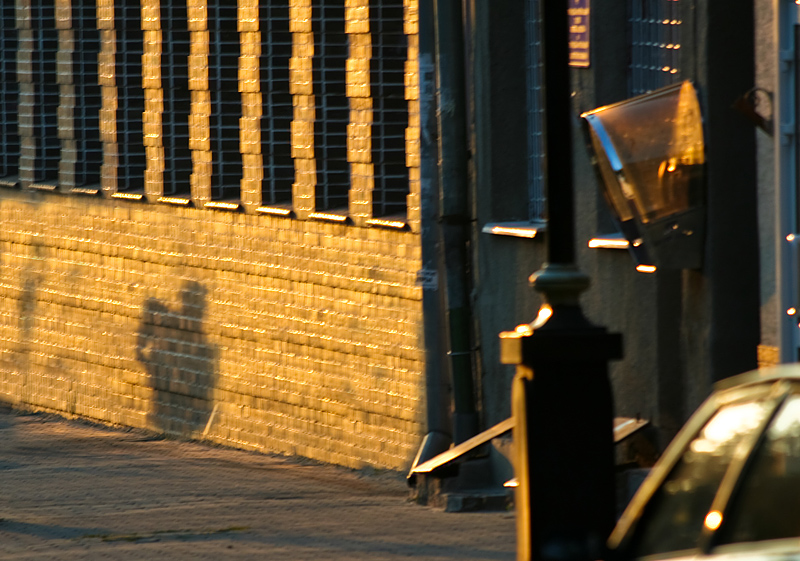
Куточок вечірньої вулиці
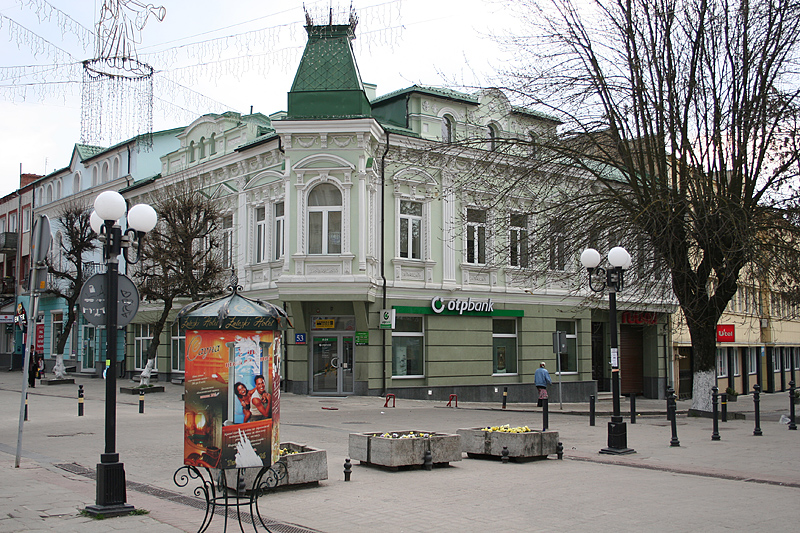
На перетині з Лесі Українки
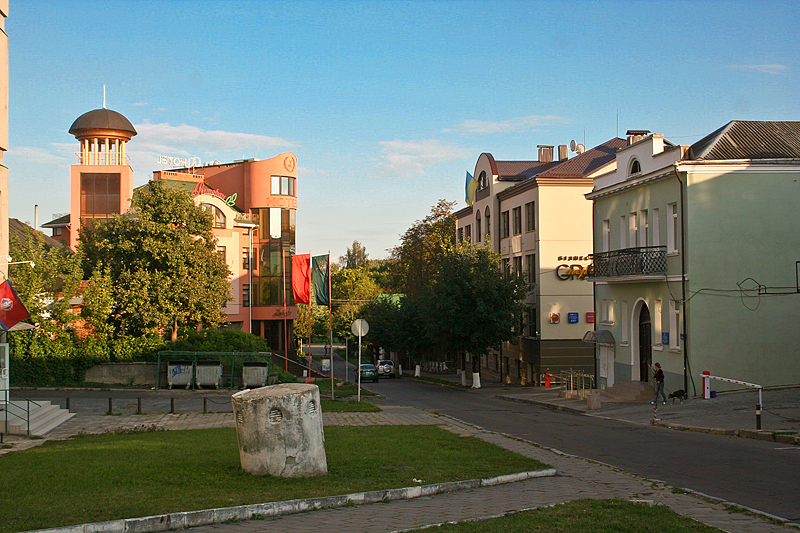
Кінець вулиці
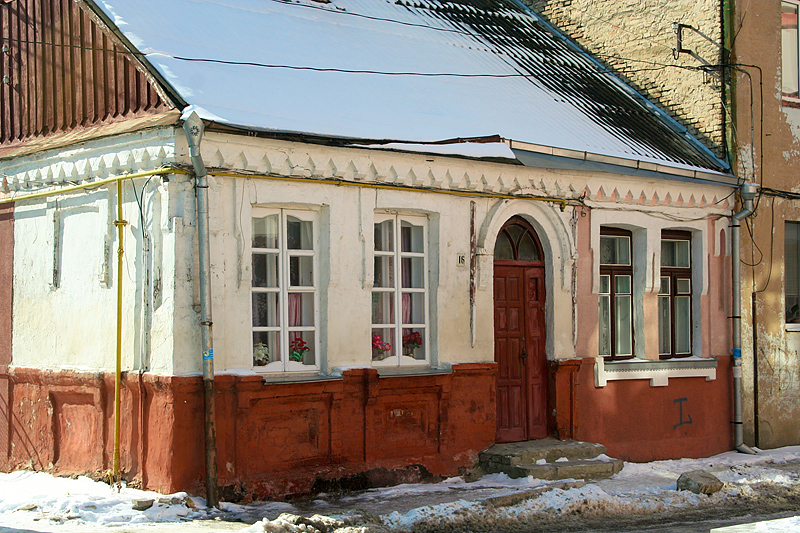
Старий будинок